# Riddle
Riddle – miasto w Stanach Zjednoczonych, w stanie Oregon, w hrabstwie Douglas.